# Girls (televisieserie)
Girls is een Amerikaanse televisieserie over het hectische leven van een hechte groep twintigers uit New York. Girls maakte haar Nederlandse debuut op 16 april 2012 bij de betaalzender HBO Nederland en werd bedacht door de 26-jarige actrice Lena Dunham, die ook de hoofdrol in de serie vertolkt. Sinds haar eerste seizoen in 2012 heeft Girls al meerdere prijzen en nominaties (inclusief twee Golden Globes voor beste televisieserie en actrice in een comedy) in de wacht weten te slepen.

## Synopsis
Aspirant-schrijfster Hannah krijgt de schok van haar leven wanneer ze van haar ouders te horen krijgt dat zij haar na twee jaar niet langer financieel kunnen ondersteunen. In één ogenblik staat haar hele wereld op zijn kop en moet ze dringend op zoek naar een nieuwe bron van inkomsten om haar leven in New York te behouden. Ondertussen lijkt Hannahs huisgenoot en beste vriendin Marnie het allemaal voor elkaar te hebben, met een volwassen baan bij een kunstgalerie en een langdurende relatie met haar vriendje Charlie; maar ook zij heeft zo haar dilemma's. Wanneer Britse vrije geest Jessa terugkeert uit het buitenland en intrekt bij haar nichtje Shoshanna, een naïeve NYU-studente met Sex and the City-dromen, is de New Yorkse vriendengroep compleet. Aan hun lot overgelaten in een van de buitenwijken van Brooklyn, navigeren Hannah en haar vriendinnen door het leven met het motto "one mistake at a time".

## Cast
- Lena Dunham als Hannah Horvath
- Allison Williams als Marnie Michaels
- Jemima Kirke als Jessa Johansson
- Zosia Mamet als Shoshanna Shapiro
- Adam Driver als Adam Sackler
- Alex Karpovsky als Ray Ploshansky

## Afleveringen

### Seizoen 1 (2012)
| Nr. | Afl. | Titel                                      | Regisseur       | Schrijver(s)                     | Datum uitzending |
| --- | ---- | ------------------------------------------ | --------------- | -------------------------------- | ---------------- |
| 01  | 01   | Pilot                                      | Lena Dunham     | Lena Dunham                      | 15 april 2012    |
| 02  | 02   | Vagina Panic                               | Lena Dunham     | Lena Dunham                      | 22 april 2012    |
| 03  | 03   | All Adventurous Women Do                   | Lena Dunham     | Lena Dunham                      | 29 april 2012    |
| 04  | 04   | Hannah's Diary                             | Richard Shepard | Lena Dunham                      | 6 mei 2012       |
| 05  | 05   | Hard Being Easy                            | Jesse Peretz    | Lena Dunham                      | 13 mei 2012      |
| 06  | 06   | The Return                                 | Lena Dunham     | Lena Dunham en Judd Apatow       | 20 mei 2012      |
| 07  | 07   | Welcome to Bushwick a.k.a. The Crackcident | Jody Lee Lipes  | Lena Dunham en Jenni Konner      | 27 mei 2012      |
| 08  | 08   | Weirdos Need Girlfriends Too               | Jody Lee Lipes  | Lena Dunham en Dan Sterling      | 3 juni 2012      |
| 09  | 09   | Leave Me Alone                             | Richard Shepard | Lena Dunham en Bruce Eric Kaplan | 10 juni 2012     |
| 10  | 10   | She Did                                    | Lena Dunham     | Lena Dunham                      | 17 juni 2012     |

### Seizoen 2 (2013)
| Nr. | Afl. | Titel                  | Regisseur       | Schrijver(s)                                       | Datum uitzending |
| --- | ---- | ---------------------- | --------------- | -------------------------------------------------- | ---------------- |
| 11  | 01   | It's About Time        | Lena Dunham     | Lena Dunham en Jenni Konner                        | 13 januari 2013  |
| 12  | 02   | I Get Ideas            | Lena Dunham     | Jenni Konner                                       | 20 januari 2013  |
| 13  | 03   | Bad Friend             | Jesse Peretz    | Lena Dunham en Sarah Heyward                       | 27 januari 2013  |
| 14  | 04   | It's a Shame About Ray | Jesse Peretz    | Lena Dunham                                        | 2 februari 2013  |
| 15  | 05   | One Man's Trash        | Richard Shepard | Lena Dunham                                        | 10 februari 2013 |
| 16  | 06   | Boys                   | Claudia Weill   | Murray Miller                                      | 17 februari 2013 |
| 17  | 07   | Video Games            | Richard Shepard | Bruce Eric Kaplan                                  | 24 februari 2013 |
| 18  | 08   | It's Back              | Jesse Peretz    | Lena Dunham, Steve Rubinshteyn, Deborah Schoeneman | 3 maart 2013     |
| 19  | 09   | On All Fours           | Lena Dunham     | Lena Dunham, Jenni Konner                          | 10 maart 2013    |
| 20  | 10   | Together               | Lena Dunham     | Judd Apatow, Lena Dunham                           | 17 maart 2013    |

### Seizoen 3 (2014)
| 21 | 01 | Females Only    |
| 22 | 02 | Truth or Dare   |
| 23 | 03 | She Said OK     |
| 24 | 04 | Dead Inside     |
| 25 | 05 | Only Child      |
| 26 | 06 | Free Snacks     |
| 27 | 07 | Beach House     |
| 28 | 08 | Incidentals     |
| 29 | 09 | Flo             |
| 30 | 10 | Role-Play       |
| 31 | 11 | I Saw You       |
| 32 | 12 | Two Plane Rides |

## Nederlandse versie
In februari 2013 maakte Géza Weisz tijdens een uitzending van De Wereld Draait Door bekend bezig te zijn met een Nederlandse versie van Girls, maar dan met vier jongens. Hierin zouden dan hijzelf, Manuel Broekman, Robert de Hoog en Marwan Chico Kenzari de rollen moeten gaan vertolken. BNN heeft al interesse uitgesproken in het mogelijk uitzenden van de serie.